# Consistório Ordinário Público de 1946
Em 18 de fevereiro de 1946, durante o seu primeiro consistório, o Papa Pio XII criou trinta e dois cardeais. De acordo com o The New York Times, de 7 de dezembro de 1963, Alfonso Carinci, protonotário de Sua Santidade, teria sido convidado, mas recusou-se pois considerava que estava muito velho para o Colégio Cardinalício. Os novos purpurados foram:

## Cardeais Eleitores
| Nº       | País           | Nome                                     | Idade    | Cargo                                                    | Título ou Diaconia                                               |
| Cardeais | Cardeais       | Cardeais                                 | Cardeais | Cardeais                                                 | Cardeais                                                         |
| -------- | -------------- | ---------------------------------------- | -------- | -------------------------------------------------------- | ---------------------------------------------------------------- |
| 1        | Líbano         | Grégoire-Pierre XV Agagianian            | 50       | Patriarca Católico Armênio da Cilícia                    | Cardeal-presbítero de São Bartolomeu na Ilha Tiberina            |
| 2        | Estados Unidos | John Joseph Glennon                      | 83       | arcebispo de Saint Louis                                 | Cardeal-presbítero de São Clemente                               |
| 3        | Itália         | Benedetto Aloisi Masella                 | 66       | núncio apostólico no Brasil                              | Cardeal-presbítero de Santa Maria em Vallicella                  |
| 4        | Itália         | Clemente Micara                          | 66       | núncio apostólico da Bélgica e internúncio em Luxemburgo | Cardeal-presbítero de Santa Maria sobre Minerva                  |
| 5        | Polónia        | Adam Stefan Sapieha                      | 78       | arcebispo de Cracóvia                                    | Cardeal-presbítero de Santa Maria Nova                           |
| 6        | Estados Unidos | Edward Aloysius Mooney                   | 63       | arcebispo de Detroit                                     | Cardeal-presbítero de Santa Susana                               |
| 7        | França         | Jules-Géraud Saliège                     | 75       | arcebispo de Toulouse                                    | Cardeal-presbítero de Santa Pudenciana                           |
| 8        | Canadá         | James Charles McGuigan                   | 51       | arcebispo de Toronto                                     | Cardeal-presbítero de Santa Maria do Povo                        |
| 9        | Estados Unidos | Samuel Alphonsus Stritch                 | 58       | arcebispo de Chicago                                     | Cardeal-presbítero de Santa Inês Fora das Muralhas               |
| 10       | Espanha        | Augustin Parrado y Garcia                | 73       | arcebispo de Granada                                     | Cardeal-presbítero de Santo Agostinho                            |
| 11       | França         | Clément Émile Roques                     | 65       | arcebispo de Rennes                                      | Cardeal-presbítero de Santa Balbina                              |
| 12       | Países Baixos  | Johannes de Jong                         | 60       | arcebispo de Utrecht                                     | Cardeal-presbítero de São Clemente                               |
| 13       | Brasil         | Carlos Carmelo de Vasconcelos Motta      | 55       | arcebispo de São Paulo                                   | Cardeal-presbítero de São Pancrácio                              |
| 14       | França         | Pierre-André-Charles Petit de Julleville | 69       | arcebispo de Rouen                                       | Cardeal-presbítero de Santa Maria em Aquiro                      |
| 15       | Austrália      | Norman Thomas Gilroy                     | 50       | arcebispo de Sydney                                      | Cardeal-presbítero de Santos Quatro Mártires Coroados            |
| 16       | Estados Unidos | Francis Joseph Spellman                  | 56       | arcebispo de Nova Iorque                                 | Cardeal-presbítero de São João e São Paulo                       |
| 17       | Chile          | José María Caro Rodriguez                | 79       | arcebispo de Santiago do Chile                           | Cardeal-presbítero de Santa Maria da Escada                      |
| 18       | Portugal       | Teodósio Clemente de Gouveia             | 56       | arcebispo de Lourenço Marques                            | Cardeal-presbítero de São Pedro Acorrentado                      |
| 19       | Brasil         | Jaime de Barros Câmara                   | 51       | arcebispo de São Sebastião do Rio de Janeiro             | Cardeal-presbítero de São Bonifácio e Santo Aleixo               |
| 20       | Espanha        | Enrique Pla y Deniel                     | 69       | arcebispo de Toledo                                      | Cardeal-presbítero de São Pedro em Montorio                      |
| 21       | Cuba           | Manuel Arteaga y Betancourt              | 66       | arcebispo de San Cristobal de la Havana                  | Cardeal-presbítero de São Lourenço em Lucina                     |
| 22       | Alemanha       | Joseph Frings                            | 59       | arcebispo de Colônia                                     | Cardeal-presbítero de São João na Porta Latina                   |
| 23       | Peru           | Juan Gualberto Guevara                   | 63       | arcebispo de Lima                                        | Cardeal-presbítero de Santo Eusébio                              |
| 24       | Inglaterra     | Bernard William Griffin                  | 46       | arcebispo de Westminster                                 | Cardeal-presbítero de Santos André e Gregório no Monte Celio     |
| 25       | Espanha        | Manuel Arce y Ochotorena                 | 66       | arcebispo de Tarragona                                   | Cardeal-presbítero de Santos Vital, Valéria, Gervásio e Protásio |
| 26       | Hungria        | József Mindszenty                        | 53       | arcebispo de Esztergom                                   | Cardeal-presbítero de Santo Estêvão no Monte Celio               |
| 27       | Itália         | Ernesto Ruffini                          | 58       | arcebispo de Palermo                                     | Cardeal-presbítero de Santa Sabina                               |
| 28       | Alemanha       | Konrad von Preysing                      | 65       | bispo de Berlim                                          | Cardeal-presbítero de Santa Ágata dos Góticos                    |
| 29       | Alemanha       | Clemens August von Galen                 | 67       | bispo de Münster                                         | Cardeal-presbítero de São Bernardo nas Termas Dioclecianas       |
| 30       | Argentina      | Antonio Caggiano                         | 57       | bispo de Rosário                                         | Cardeal-presbítero de São Lourenço em Panisperna                 |
| 31       | China          | Thomas Tien Ken-sin, S.V.D.              | 55       | vigário apostólico de Tsingtao                           | Cardeal-presbítero de Santa Maria em Via                         |
| 32       | Itália         | Giuseppe Bruno                           | 70       | secretário da Sagrada Congregação para o Concílio        | Cardeal-diácono de Santo Eustáquio                               |

## Link Externo
- «Catholic Hierarchy» (em inglês)